# Táxon da lixeira

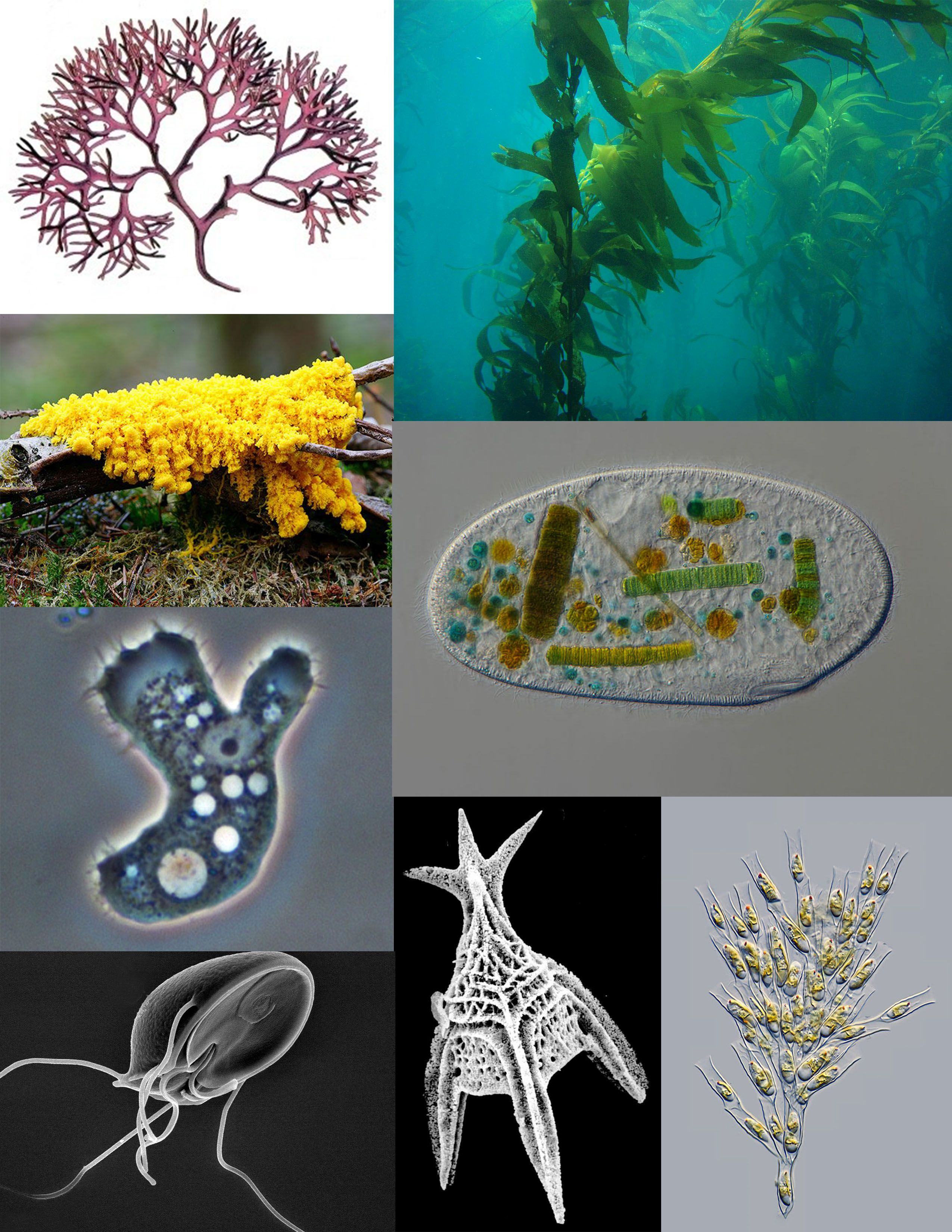
Colagem de Protista, provavelmente o táxon de lixeira mais conhecido. Os membros têm pouco em comum além de serem eucariotos que não são plantas, animais ou fungos, ou seja, não são organismos multicelulares complexos.

Táxon da cesta de lixo (também chamado de táxon da lixeira ou táxon pega-tudo) é um termo usado por alguns taxonomistas para se referir a um táxon que tem a finalidade de classificar organismos que não cabem em nenhum lugar outro. Eles são normalmente definidos pela semelhança muitas vezes superficial entre seus membros designados, ou pela falta de um ou mais estados de caráter distintos ou por não pertencerem a um ou mais outros táxons. Os táxons de lixeira são, por definição, parafiléticos ou polifiléticos e, portanto, não são considerados táxons válidos sob regras cladísticas estritas de taxonomia. No entanto, o nome de um táxon de cesto de lixo pode, em alguns casos, ser mantido como a designação de um grau evolutivo.
O termo foi cunhado em um ensaio de 1985 por Steven Jay Gould.